# 돌지 않는 풍차
"돌지 않는 풍차"는 1967년 공개된 대한민국의 영화이다.

## 배역
- 고은아
- 신영균
- 전양자
- 김성아
- 장희정